# Festuca morenensis
Festuca morenensis är en gräsart som beskrevs av Oscar R. Matthei. Festuca morenensis ingår i släktet svinglar, och familjen gräs. Inga underarter finns listade i Catalogue of Life.